# 47 Piscium
47 Piscium, eller TV Piscium, är en pulserande variabel av halvregelbunden typ (SR) i Fiskarnas stjärnbild.
Stjärnan varierar mellan visuell magnitud +4,65 och 5,42 med en period av 49,1 dygn.